# Borland Software Corporation
A Borland Software Corporation kaliforniai, majd texasi székhelyű szoftvervállalat volt. 1983-ban alapította Niels Jensen, Ole Henriksen, Mogens Glad és Philippe Kahn fiatal francia matematikus, akit azóta a fényképezőgépes mobiltelefon feltalálójaként tartanak számon. Legismertebb termékei olyan fejlesztői szoftverek, mint a Turbo Pascal, ami azóta a Delphi nevű termékké fejlődött, valamint a Kylix, Turbo C, C++ Builder, JBuilder és InterBase.

## Történelem

### Kezdetek
A megalapításkor a cég szorosan kapcsolódott egy dán fiatalokból álló csoport által létrehozott európai szoftvercéghez, amely az első termékekben kulcsszerepet játszott. Első termékeikkel, a Sidekickel és Turbo Pascallal hirtelen hatalmas sikerrel robbantak be a köztudatba, és az évtized végére a tőzsdén jegyzett céggé váltak. A termékpalettát 1987-ben a felvásárlással megszerzett Paradox adatbáziskezelővel, majd 1989-ben a saját fejlesztésű Quattro Pro táblázatkezelővel szélesítették. Ez utóbbi fejlesztésében magyarországi mérnökök is részt vettek.

### 1990-es évek
A 90-es évek eleje a Microsofttal való harc jegyében telt. Az 1990-es évek első felében még kiegyenlítettnek látszott a verseny, a Borland fejlesztőeszközeinek a piaci megítélése sokáig jóval kedvezőbb volt mint a Microsofté. Az első év sikerei komoly céggé fejlesztették a Borlandot. A cég saját „campust”, székházat épített magának Scotts Valley-ben, a Szilícium-völgy szélén, ahol a fejlesztők addig soha nem látott körülmények között dolgozhattak. A marketingcsatát azonban a Microsoft nyerte meg és idővel a rendelkezésre álló forrásai révén a minőségi különbséget is behozta.
1995-re a Borland súlyos válságba került, vezető fejlesztői sorra hagyták el a céget, jelentős részüket a Microsoft csábította el (Anders Hejlsberg, Peter Kukol és sok más alapember). 1995-ben Philippe Kahn lemondott.
Az 1990-es évek második fele a kiútkeresés jegyében telt el. Előbb a Paradox terméket adták el a Corel vállalatnak, később a két vállalat egyesülésének az ötlete is felmerült. A Borland név már-már rosszul hangzott, így a vállalat neve Inprise lett.

### 2000-től: az újjászületés
A Borland lassan újrafókuszálta a termékpalettáját a fejlesztői szoftverekre és felismerte a Linux minőségi fejlesztői szoftvereiben mutatkozó űrt. Új termékei, a C#Builder, Delphi, JBuilder és a velük jól integrált InterBase adatbázisok ismét sikereket hoztak. Mivel még sokan emlékeztek a sikeres Borland névre, így a cég ismét a történelmi nevét kapta vissza.

### Második válság
2002–2003-ra a Visual Studio behozta hátrányát az IDE-k terén, a Borland pedig nem tudott újat kitalálni. Kiadott egy új fejlesztőkörnyezetet, Delphi 8-at, ami azonban teljes bukás volt, hisz csak .net támogatás volt benne, natív kódot nem tudott fordítani. Ezután jelent meg a Delphi 2005, amit azonban kissé elsiettek, nagyon sok hibával volt tele. 2006-ban a fejlesztőeszközgyártást kiszervezték az anyacégből és új leánycéget alapítottak CodeGear néven.